# Heather Couper
Heather Anita Couper (2 de junio de 1949 - 19 de febrero de 2020) fue un astrónomo, locutor y divulgador científico británico. 
Después de estudiar astrofísica en la Universidad de Leicester e investigar cúmulos de galaxias en la Universidad de Oxford, Couper fue nombrado profesor titular de planetario en el Observatorio Real de Greenwich . Posteriormente presentó dos series en el Canal 4 de televisión: The Planets y The Stars, además de realizar muchas apariciones como invitada en televisión. En radio, Couper presentó el programa Britain's Space Race y la serie de 30 capítulos Cosmic Quest para BBC Radio 4 . Couper se desempeñó como presidente de la Asociación Astronómica Británica de 1984 a 1986 y fue profesor de Astronomía a perpetuidad en el Gresham College de Londres. Formó parte de la Comisión del Milenio, por la que fue nombrada CBE en 2007. El asteroide 3922 Heather lleva su nombre. 

## Primeros años
Nacido el 2 de junio de 1949 en Wallasey, Cheshire,  Couper era el único hijo de George Couper y Anita Couper (de soltera Taylor). A la edad de siete u ocho años, estaba mirando aviones en el cielo nocturno porque su padre era piloto de línea aérea cuando inesperadamente fue testigo de un meteoro verde brillante. Sus padres dijeron que no existía tal cosa; pero al día siguiente un titular de periódico se refería a una "estrella fugaz verde", y Couper decidió convertirse en astrónomo. Asistió a la escuela secundaria St Mary's (fusionada con la escuela secundaria St. Nicholas en 1977 para convertirse en la escuela Haydon ) en Wiltshire Lane en Northwood Hills, Middlesex . A la edad de 16 años, le escribió al astrónomo de la televisión británica Patrick Moore preguntándole si podría seguir una carrera en astronomía, y recibió la respuesta "¡ser una niña no es ningún problema!". 

## Carrera

### Astronomía
Después de dos años como aprendiz de gestión, en la tienda de moda Peter Robinson y su división Top Shop (ahora Topshop ), Couper se unió al Observatorio de Cambridge como asistente de investigación en 1969, convirtiéndose en miembro de la Royal Astronomical Society en 1970.  Se graduó en la Universidad de Leicester en 1973 con una licenciatura en Astronomía y Física. En Leicester, conoció a su compañero estudiante de astronomía Nigel Henbest ; formaron una sociedad de trabajo, Hencoup Enterprises, que se centra en la popularización de la astronomía. Luego investigó en el Departamento de Astrofísica de la Universidad de Oxford, mientras era estudiante de posgrado en Linacre College, Oxford . De 1977 a 1983, Couper fue profesor titular en el Planetario Caird del Antiguo Observatorio Real de Greenwich (reemplazado en 2007 por el Planetario Peter Harrison ), y lo dejó para convertirse en escritor y locutor independiente.  En 1984, fue elegida presidenta de la Asociación Astronómica Británica, la primera mujer y la segunda persona más joven en ocupar el cargo. Couper se desempeñó como presidente de la Sociedad Astronómica Juvenil (ahora Sociedad de Astronomía Popular ) en 1987-1989.  El Planetario de Londres invitó a Couper a escribir y presentar su nuevo e importante espectáculo público de 1988, Starburst! Couper fue nombrada profesora de Astronomía en Gresham College en 1993, la primera profesora en los 400 años de historia de la universidad, y ocupó el cargo hasta 1996. 

### Libros y otras publicaciones.
Desde 1978, Couper escribió más de 40 libros de divulgación sobre astronomía y espacio, muchos de ellos en colaboración con Henbest.  Según un crítico, Couper y Henbest son "grandes narradores con buen ojo para un personaje colorido". Sus artículos aparecieron en las principales revistas de astronomía y ciencia, incluidas BBC Sky at Night, BBC Focus y New Scientist . Fue columnista del periódico en línea The Independent . 

### Eclipses
En 1999, la Royal Astronomical Society y La Société Guernesiaise invitaron a Couper a dar conferencias magistrales sobre el próximo eclipse solar total, el primero visible desde las islas británicas desde 1927. Couper también dirigió expediciones para ver eclipses totales de Sol en Sumatra (1988), Hawaii (1991), Aruba (1998), Egipto (2006), China (2009) y Tahití (2010). 

### Apariencias públicas
Las giras internacionales de conferencias y conferencias públicas de Couper abarcaron desde Estados Unidos hasta China; Colombia a Nueva Zelanda. Fue la principal oradora invitada en el viaje inaugural del crucero Arcadia de P&O y realizó presentaciones sobre el Queen Mary 2 y el Queen Victoria de Cunard . En 1986, Couper estuvo a bordo del Concorde en su primer vuelo de Londres a Auckland, Nueva Zelanda, como el astrónomo responsable de mostrar a los pasajeros el cometa Halley mientras volaba a 18.000 metros sobre el Océano Índico. Couper apareció en muchos festivales, incluido el Festival de Brighton, el Festival de Ciencias de Cheltenham y el Festival Literario de Oxford del Sunday Times . Su trabajo corporativo incluyó presentaciones magistrales para British Gas, AXA SunLife e IBM .

### Radio
Couper presentó muchos programas y series en BBC Radio 4, incluida la serie en vivo Starwatch, Worlds Beyond y The Modern Magi .  Ganó el premio Sir Arthur Clarke en 2008 por la carrera espacial británica en Archive Hour de Radio 4. También hizo numerosas apariciones en BBC Radio 2, Radio 4 y Radio 5Live, así como en estaciones de radio regionales y locales en todo el Reino Unido. En 2008, Couper presentó la serie Cosmic Quest de Radio 4 de 30 x 15 minutos, sobre la historia de la astronomía. Sus principales series para BBC World Service Radio abarcaron desde Una breve historia del infinito y La guía esencial para el siglo XXI, hasta Seeing Stars, de larga duración (presentada con Nigel Henbest). Fuera de la astronomía, Couper fue presentadora invitada en los programas emblemáticos de Radio 4 Woman's Hour, John Dunn Programme y Start the Week . Mostró sus intereses en la literatura y la historia local al presentar episodios de With Great Pleasure y Down Your Way de Radio 4, y en la música clásica al seleccionar su "elección de los Proms" para In Tune en BBC Radio 3 . 

### Apariciones en televisión
Couper apareció como experto en astronomía en programas de noticias y actualidad, y presentó numerosas series y programas, principalmente en el Canal 4. Sus primeras apariciones en televisión fueron como invitada en The Sky at Night, una serie de larga duración presentada por Patrick Moore.  Couper (con Terence Murtagh) presentó la serie infantil de 1981 Heavens Above, producida por Yorkshire Television para la cadena ITV . En 1985, Couper presentó para Channel 4 la serie de siete capítulos Los planetas, seguida en 1988 por Las estrellas de seis capítulos. Sus papeles de presentación televisiva incluyeron The Neptune Encounter (ITV), A Close Encounter of the Second Kind ( Horizon, BBC2 ) y Stephen Hawking: a Profile ( BBC4 ).[cita requerida] Narró muchos programas de televisión factuales, desde Ekranoplan: The Caspian Sea Monster (Channel 4) hasta Raging Planet (Discovery Channel).[cita requerida]

### Producción televisiva
Couper, junto con Henbest y Stuart Carter (director de su serie The Stars ), fundaron Pioneer Productions, una productora de televisión independiente del Reino Unido que crea programación factual, en 1988.  Couper presentó el primer documental de la compañía, The Neptune Encounter, en 1989, que cubría el sobrevuelo de Neptuno de la Voyager 2 . Como productor, los créditos televisivos de Couper para Channel 4 incluyen las galardonadas Black Holes y Electric Skies, junto con la serie Universe: Beyond the Millennium . Couper dejó Pioneer Productions en 1999 para concentrarse en apariciones más generales en radio y televisión. 

### Comisión del Milenio
En 1993, Couper fue invitado a unirse a la recién creada Comisión del Milenio, como uno de los nueve comisionados responsables de distribuir dinero de la Lotería Nacional a proyectos que celebrarían y conmemorarían el nuevo milenio. Ella fue una de los dos únicos comisionados (junto con Michael Heseltine ) que permanecieron en el cargo desde el inicio de la comisión hasta su disolución en 2009. Por su trabajo en la Comisión del Milenio, así como por su promoción de la ciencia entre el público, Couper fue nombrada CBE en la Lista de Honores del Cumpleaños de la Reina en 2007. 

## Muerte
Couper murió en el Hospital Stoke Mandeville el 19 de febrero de 2020 a la edad de 70 años después de una breve enfermedad. 

## Premios
- Premio al libro de información para personas mayores del suplemento educativo del Times 1987
- Doctor honoris causa en Letras, Universidad de Loughborough 1991
- Doctor honoris causa en Ciencias, Universidad de Hertfordshire 1994
- Doctor honoris causa en Ciencias, Universidad de Leicester 1994
- Medalla de Oro, Festivales de Nueva York 1993, 1995, 1998
- Premio Banff Rockie 1995
- Comendador de la Orden del Imperio Británico (CBE) 2007

## Presentación radiofónica
- Con gran placer, 1987, BBC Radio 4
- Por tu camino, 1989, BBC Radio 4
- Seeing Stars (serie mensual), 1990-2001, BBC World Service
- Los magos modernos, 1995, BBC Radio 4
- Starwatch (serie de 6 capítulos), 1996, BBC Radio 4
- Naming the Universe (serie de 5 capítulos), 1999, BBC Radio 4
- La guía esencial para el siglo XXI (serie de cinco partes), 2000, BBC World Service
- Red Planet (serie de 3 capítulos), 2003, BBC Radio 4
- Worlds Beyond (serie de 3 partes), 2004/5, BBC Radio 4
- Arthur C. Clarke: la ciencia y la ficción, 2005, BBC Radio 4/BBC World Service
- Una breve historia del infinito (serie de 2 partes), 2006, BBC World Service
- Carrera espacial de Gran Bretaña, 2006, BBC Radio 4, ganadora del premio Sir Arthur Clarke 2008
- Cosmic Quest (serie de 30 capítulos), 2008, BBC Radio 4

## Filmografía
| Year   | Title                                           | Role                  | Broadcaster                                         | Notes |
| ------ | ----------------------------------------------- | --------------------- | --------------------------------------------------- | --- |
| 1985   | The Planets (7-part series)                     | Presenter             | The Moving Picture Company for Channel 4            | Episodes: Children of the Sun, Mercury and Venus, Blue Planet, The Angry Red Planet, Planets of Gas, The Search for Planet X, Are We Alone? |
| 1988   | The Stars (6-part series)                       | Presenter             | The Moving Picture Company for Channel 4            | Episodes: Reach for the Stars, Messages from the Stars, Secrets of the Sun, A Star is Born, Stardoom, Beyond the Big Bang                   |
| 1989   | The Neptune Encounter                           | Presenter             | Pioneer Productions for network ITV                 | Fast turnaround documentary on the Voyager 2 flyby of Neptune                                                                               |
| 1992   | ET: Please Phone Earth                          | Narrator/scriptwriter | Pioneer Productions for Channel 4/ABC               | Gold Medal, New York Festivals |
| 1992   | A Close Encounter of the Second Kind            | Presenter             | BBC2 Horizon                                        | Live outside broadcast as the Giotto spacecraft flew past Comet Grigg-Skjellerup                                                            |
| 1993   | Space Shuttle Discovery                         | Narrator              | Pioneer Productions for Channel 4                   | Inside story of a space shuttle mission, partly filmed by the astronauts on the space shuttle Discovery mission STS-51                      |
| 1994   | Electric Skies                                  | Producer/narrator     | Pioneer Productions for Channel 4                   | Documentary on lightning. Winner of 1995 Banff Rockie award for Best Popular Science Program; Gold Medal at the New York Festivals          |
| 1995   | Arthur C. Clarke: Visionary                     | Presenter             | Pioneer Productions for Discovery Channel Europe    | |
| 1996   | Wonders of Weather (13-part series)             | Producer              | Pioneer Productions for TLC                         | |
| 1997   | Black Holes                                     | Producer              | Pioneer Productions for Discovery Channel           | Gold Medal, Best Science Documentary, New York Festivals                                                                                    |
| 1997/8 | Raging Planet (10-part series)                  | Narrator              | Pioneer Productions for Channel 4/Discovery Channel | |
| 1998   | Ekranoplan: The Caspian Sea Monster             | Narrator              | Ideal World for Channel 4                           | |
| 1998   | Killer Earth                                    | Narrator              | Pioneer Productions for Channel 4                   | |
| 1999   | Universe: Beyond the Millennium (4-part series) | Producer              | Pioneer Productions for Channel 4/TLC/ABC           | Episodes: Planets, Stars, Creation, Alien Life. Glaxo Wellcome/ABSW Science Writers' Award                                                  |
| 1999   | Stormforce                                      | Narrator              | Pioneer Productions for Channel 4                   | |
| 2002   | Stephen Hawking: a Profile                      | Presenter             | BBC4                                                | Documentary marking Stephen Hawking's 60th birthday                                                                                         |
| 2003   | Space Shuttle: Human Time Bomb?                 | Narrator/writer       | Pioneer Productions for Channel 4                   | Fast turnaround documentary on the Space Shuttle Columbia disaster                                                                          |